# Гирланда (украс)
Гирланда (енгл. girland), (фр. guirlande) декоративни је орнамент који се користи за украшавање зида. Традиционално се прави од цвећа, листа и плода али се може наћи и у папирном облику.
У 16. веку, у доба ренесансе, гирланда се користила за украшавање палате као и важних скулптура. У античком добу су често биле приказане на жртвеницима и храмовима. Данас се користе у многим земљама као верски симбол.
Фестон је венац, гирланди од лишћа, цвећа и воћа, којима су се украшавале фасаде приликом свечаности.

## Типови
Постоје различити типови гирланди али се обично праве од бисера, цвећа, леија (на Хавајима), Бора, кокица, канапа и вреже.

## У Индији
У Индији цветни венац игра јаку важну и традиционалну улогу током прослава. Хиндуистичка божанства украшавају се венцима од различитих мирисних цветова (често јасмина) и лишћа. Мирисна и немирисна цвећа као и верски значајни листови користе се за израду венаца,неки од њих су: лотус, јасмин, хризантема, ружа, хибискус, итд.
Традиционално постоји специјални начин по којем се бере цвеће за гирланду:
- Цвеће треба убрати рано ујутро.
- Цвеће нико не сме да мирише.
- Цвеће треба брати тек након што особа окупа.
- Цвеће које је отпало са биљке и додирнуло земљу не треба користити.
- Потребно је понављати света имена све док се бере цвеће.

Сваки Бог има свој цвет тако да гирналда која се прави Богу мора имати тај цвет:
- Трипура Сундари - Хибискус[7]
- Вишну - Босиљак[8]
- Шива - цвет Баела[9]
- Картикеја - Јасмин[10]
- Лакшими - црвени Лотус[11]
- Сарасвати - бели Лотус[12]
- Дурга - Нериум[13]
- Ганеша - Зубача[14]